# Philo Ikonya
Philo Ikonya là một nhà văn, nhà báo và nhà hoạt động nhân quyền đến từ Kenya. Các bài báo và sách của bà thường đề cập đến tình hình chính trị hiện tại ở Kenya. Bà là chủ tịch của chi nhánh PEN của Kenya, hiệp hội các nhà văn quốc tế. Sau nhiều lần bị bắt vì hoạt động và bị đánh đập nặng nề vào năm 2009 khi đang bị cảnh sát giam giữ, bà rời Kenya phải sống lưu vong chính trị.

## Cuộc sống nghề nghiệp
Ngoài các bài báo và tạp chí, Ikonya đã xuất bản các tập thơ và một cuốn tiểu thuyết, Kenya, Will You Marry Me?  bà cũng dịch một tập thơ của nhà thơ Trung Quốc Jidi Majia vào Kiswahili ngôn ngữ.
Ikonya theo học tại Đại học Nairobi, nơi bà lấy bằng thạc sĩ văn học. Bà đã giảng dạy ký hiệu học tại Đại học Tangaza thuộc Đại học bàng giáo Đông Phi.

## Hoạt động
Khi còn ở Kenya, Ikonya đã tích cực trong bàng tác nhân quyền và hoạt động bất bạo động và đã bị bắt hai lần riêng biệt vào năm 2007  Trong một cuộc biểu tình năm 2008 chống lại tổng thống Mwai Kibaki của Kenya, bà nói, "Mỗi ngày có một điều gì đó xảy ra chỉ là sự vô cảm của các nhà lãnh đạo nên có sự bất bình chung."  Năm 2009, bà biết đến cuốn sách của nhà báo người Anh Michela Wrong, cuốn sách "Đến lượt chúng ta ăn: Câu chuyện về một người thổi còi Kenya, có sẵn ở quốc tế nhưng bị kiểm duyệt ở Kenya. Ikonya và các thành viên khác của Kenyan PEN đã có được các bản sao và đưa chúng trở lại Kenya để phân phối rộng rãi hơn.
Vào ngày 18 tháng 2 năm 2009, Ikonya và hai người khác đã bị bắt bên ngoài Quốc hội Kenya trong một cuộc biểu tình chống lại siêu lạm phát. Khi đang bị cảnh sát giam giữ, bà đã bị một nam cảnh sát đánh đập nặng nề. Cuối năm đó, bà rời Kenya và đến một thành phố tị nạn quốc tế ở Oslo, Na Uy. bà tiếp tục được tham gia với PEN, bao gồm cả với Nhà văn của họ trong Ủy ban nhà tù.